# Hafen Münster

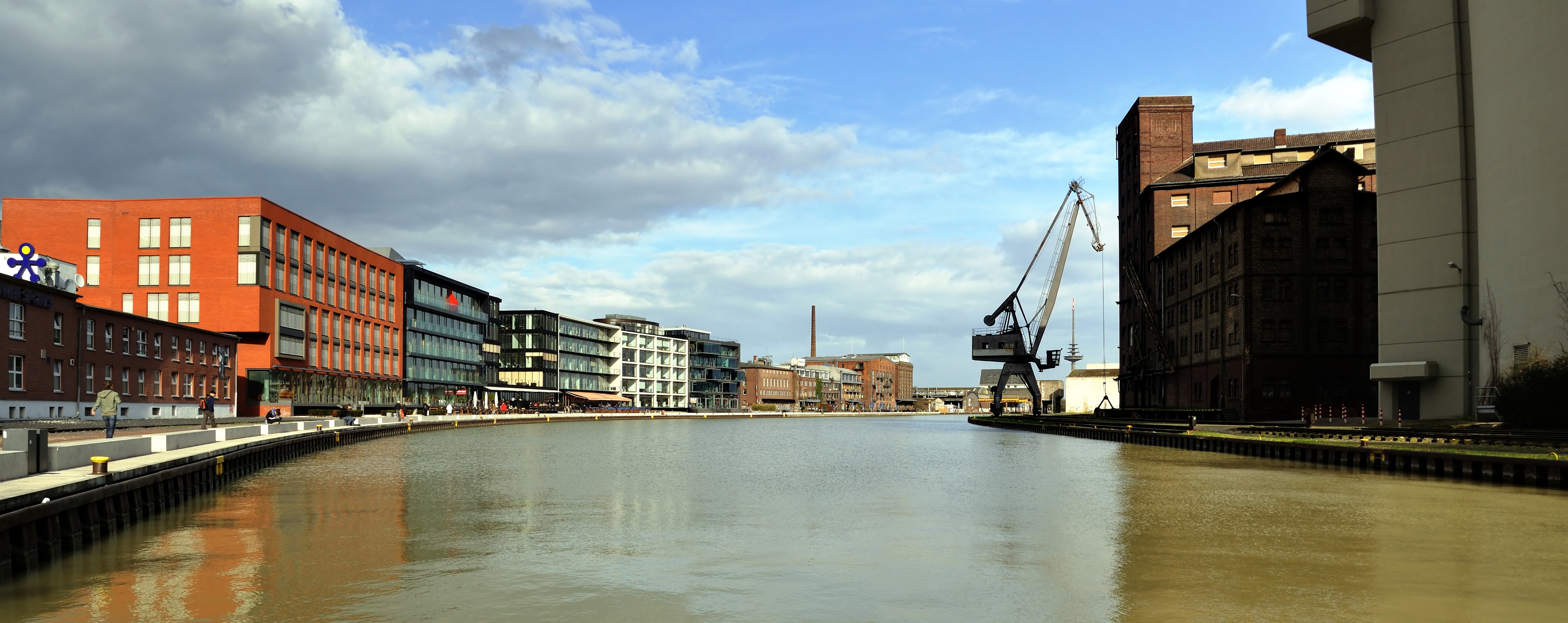
Blick übers Hafenbecken, links die Nordseite mit Kreativkai, rechts die Südseite mit Kran, Flechtheimspeicher und Fernwärmespeicher

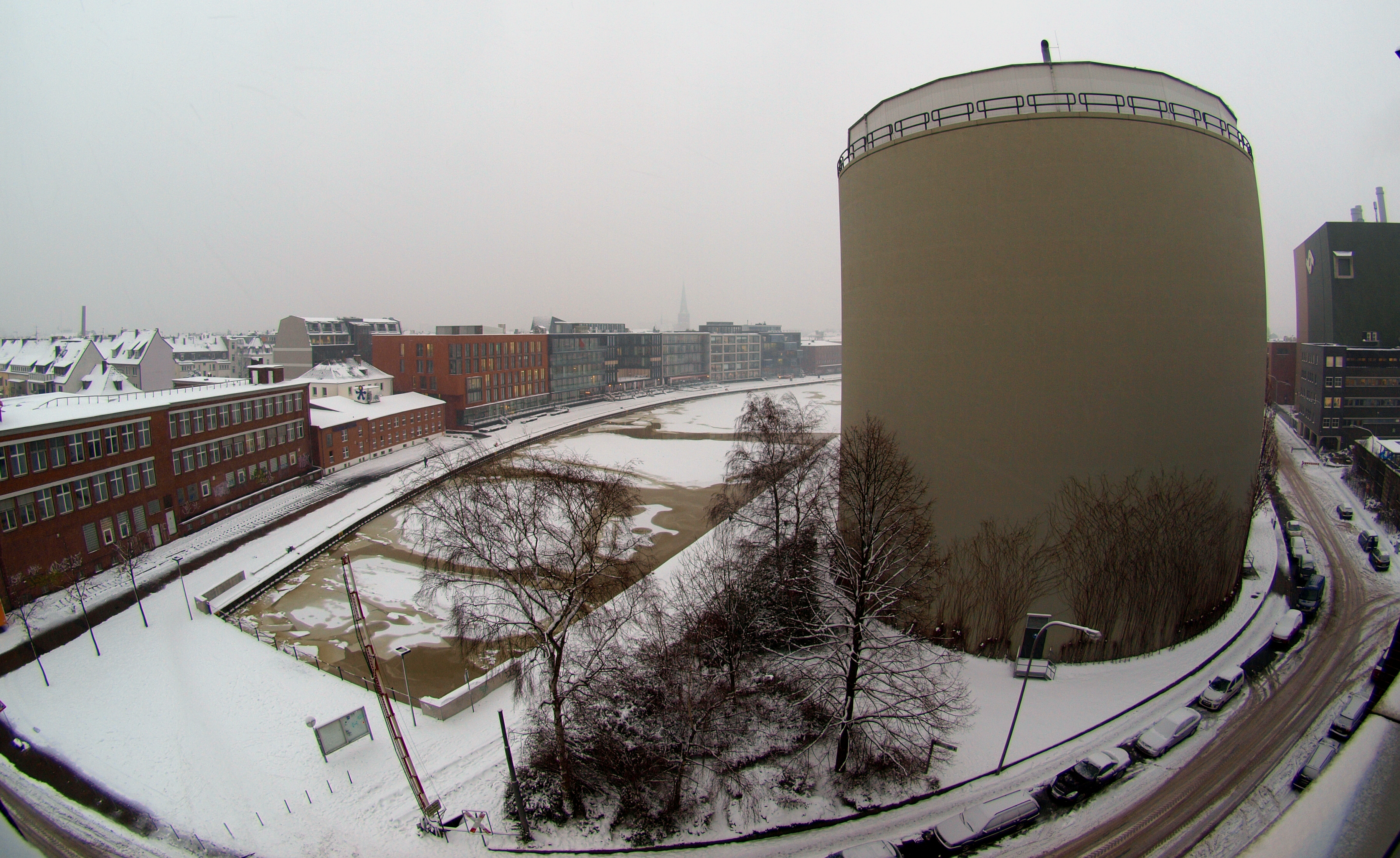
Hafenbecken (links/Mitte) mit Kohle-/Fernwärmespeicher (vorn) und GuD-Kraftwerk (rechts)

Der Stadthafen I, bekannt als Hafen Münster, ist ein Binnenhafen der Stadt Münster in Westfalen. Er wurde 1899 eröffnet und zweigt als Stichhafen vom Dortmund-Ems-Kanal ab. Zuerst als städtischer Eigenbetrieb geführt, wurde er 1953 in die Verantwortung der Stadtwerke Münster übergeben, die seitdem den Betrieb durchführt.
Der Hafen war von Beginn an hauptsächlich auf Importe ausgelegt. Im Zweiten Weltkrieg wurde er schwer beschädigt, aber bereits 1946 wiedereröffnet, um dringend benötigte Baustoffe für den Wiederaufbau der Stadt erhalten zu können. Heute ist der Hafen als Warenumschlagplatz fast bedeutungslos geworden, stattdessen wurden am Nordufer vorwiegend kulturelle und gastronomische Betriebe angesiedelt, die den so genannten „Kreativkai“ bilden.

## Geschichte

Der Hafen im Jahr 1902

### Bau
Der Bau eines Hafens in Münster wurde 1896 in Angriff genommen, vier Jahre nach Baubeginn für die Wasserstraße, die ihn anschließen sollte, den Dortmund-Ems-Kanal. Die Stadt erwarb für den Hafenbau Grundstücke in der Größe von 23 Hektar südöstlich der Innenstadt, aber außerhalb der damaligen Stadtgrenzen. Die Kosten für Grunderwerb und Bau beliefen sich auf 1,85 Mio. Mark. Davon wurden 220.000 Mark vom Staat übernommen, den Rest bezahlte die Stadt. Neben dem Dortmund-Ems-Kanal wurde der Hafen über die Bahnstrecke Münster–Hamm angeschlossen. Ebenfalls am Hafen lagen das städtische Gas- sowie E-Werk und die Wagenhalle für die örtliche Straßenbahn.
Der Bau war 1898 abgeschlossen, die Einweihung fand am 16. Oktober 1899 nur wenige Wochen nach der Eröffnung des Dortmund-Ems-Kanals statt. Am Ende des Hafenbeckens wurde ein Denkmal errichtet, das einen Seefahrer mit Südwester und Steuerrad zeigte. Zusätzlich wurden Lager, darunter der Flechtheimspeicher, und ein Hafenverwaltungsgebäude errichtet. Der Hafen zweigt als Stichhafen vom Kanal ab, das Hafenbecken ist 740 Meter lang und umfasst 36.000 Quadratmeter Fläche. Die mittlere Breite liegt bei 58 Meter, zum Kopfende hin verjüngt es sich aufgrund der dort zusammenlaufenden Bahngleise auf 20 Meter. Insgesamt bietet das Becken 19 großen Kanalschiffen Platz. Die Be- und Entladung der Schiffe geschah über Eisenbahnkräne, die neben dem Hafenbecken Gleise erhielten. Im Hafen konnten bis zu 19 Schiffe mit einer Länge von bis zu 100 Metern gleichzeitig anlegen.

### Die ersten Jahre
Der Hafen der Stadt Münster war von Beginn an als Importhafen für Getreide und Holz ausgelegt. Von den 38.000 umgeschlagenen Tonnen im ersten Jahr waren dementsprechend 35.000 Tonnen Importe. Den vorläufigen Höhepunkt erreichte der Umschlag im Hafen 1913, als 220.000 Tonnen Güter nach Münster herein- und herausgeschifft wurden. Hauptumschlaggüter waren wie geplant Getreide und Holz, hinzu kamen vor allem Kolonialwaren. Den größten Anteil am Umschlag hatte die Futtergerste, auf deren Einfuhr die Viehzüchter im Münsterland angewiesen waren. Im Jahr 1910 charakterisierte die Handelskammer Münster den Hafen als den nach Duisburg bedeutendsten Getreideumschlagplatz Nordwest-Deutschlands. Aber auch für die Ansiedlung von Industriebetrieben war der Hafen verantwortlich.
Während des Ersten Weltkrieges gingen die umgeschlagenen Gütermengen stark zurück, unter anderem auf Grund der britischen Blockade des Hafens in Emden, in dem das für Münster bestimmte Getreide auf Binnenschiffe umgeladen wurde. Während der Getreidetransport im Anschluss kein Vorkriegsniveau mehr erreichen konnte, stieg die umgeschlagene Menge jedoch wieder steil an, 1923 etwa auf fast 375.000 Tonnen. Begünstigt wurde dies durch die Ruhrbesetzung: Die Hafenarbeiter im Ruhrgebiet hatten ihre Arbeit niedergelegt, weshalb die Ladungen der Schiffe in Münster gelöscht und per Eisenbahn südwärts transportiert wurden. Nach Ende der Blockade sank die Menge 1924 jedoch wieder auf etwa 125.000 Tonnen jährlich. Bis 1930 hatte sich der Umschlag auf zwischen 210.000 und 235.000 Tonnen stabilisiert, die Hälfte davon Getreide und je rund ein Viertel Holz sowie Baustoffe. Zu diesem Zeitpunkt hatten sich die Raiffeisen-Centralgenossenschaft, ein Vorläufer der späteren Agravis Raiffeisen, mit ihren Kornspeichern sowie Ostermann & Scheiwe mit ihrem Holzlager, den heutigen Osmo-Hallen, am Hafen angesiedelt. Zudem waren das städtische Gas- sowie das Elektrizitätswerk und die Wagenhalle der Straßenbahn Münster am Hafenbecken ansässig.

### Zweiter Weltkrieg
Ab 1931 traf die Weltwirtschaftskrise auch den Hafen Münster, die Umschlagzahlen sanken bis 1933 auf 170.000 Tonnen. Nach der Machtergreifung der Nationalsozialisten stieg der jährliche Umschlag jedoch auf weit über 500.000 Tonnen, nun mehrheitlich Baustoffe zur Errichtung von Wehrmachtsgebäuden. 1935 waren etwa 2000 Arbeiter in rund 80 Betrieben am Hafen tätig. Auch während des Krieges blieb der Hafen wichtig für die Stadt. 1939 wurden 575.000 Tonnen gelöscht und verladen, 1944 immerhin noch über 250.000 Tonnen.
Bereits die ersten alliierten Bombenangriffe der britischen Luftwaffe auf Münster im August 1940 hatten den Hafen und die dort angesiedelten Industriebetriebe zum Ziel, trafen zunächst ein Lagerhaus am Hansaring, wenige Tage später gingen 20.000 Kubikmeter Holz des Holzlagers am Hafen in Flammen auf, zudem brannten im Hafenbecken fünf Schiffe. Dass bis 1944 ein derart hoher Güterumschlag aufrechterhalten werden konnte, ist nur dadurch zu erklären, dass städtische und private Betriebe auch im Hafen Zwangsarbeiter eingesetzt hatten, sowohl zur Produktion als auch für Aufräumungsarbeiten.
1945 wurde der Hafen vom Statistischen Amt der Stadt als „völlig unbrauchbar“ beschrieben. Deshalb gab es keinen Güterumschlag. Sowohl die Kaimauern und Böschungen als auch die Verwaltungsbauten und Gleise sowie sechs der sieben Ladekräne waren zerstört oder schwer beschädigt. Im Hafenbecken lagen Wracks gesunkener Schiffe, der Verkehr im Hafengebiet war unmöglich. Noch im selben Jahr wurde das Wasser aus den Hafenbecken abgelassen, um nach Blindgängern zu suchen und das Hafenbecken sowie die Anleger wieder schiffbar zu machen. Der Wiederaufbau des Hafens ging schnell vonstatten, bereits im März 1946 konnte der Betrieb wiederaufgenommen werden. In jenem Jahr wurden 146.000 Tonnen Güter nach Münster gebracht. Auch danach wurden große Mengen an Baustoffen für den Wiederaufbau der weitgehend zerstörten Stadt benötigt, die über den Hafen eingeführt wurden.

### Nachkriegszeit
Kurz nach dem Wiederaufbau, 1953, übergab die Stadt Münster den Betrieb des Hafens an die Stadtwerke Münster, in deren Besitz er sich noch befindet. Dies fiel in eine Zeit, in der ein grundsätzlicher Aufwärtstrend in der Bedeutung des Hafens erkennbar ist. Anfang der 1960er Jahre erreichte der münstersche Hafen dann seine Blütezeit. So wurden 1962 über 1,3 Millionen Tonnen umgeschlagen, größtenteils Getreide und Baustoffe. Mit fast 4300 Schiffen wurde in diesem Jahr auch die höchste Zahl einlaufender Schiffe gezählt. Bis 1978 löschten und luden die Schiffe jedes Jahr über eine Million Tonnen Güter, regelmäßig über 70 % davon Baustoffe. 1979 rutschte der wasserseitige Umschlag erstmals wieder unter die Millionengrenze und sank von dort weiter stark ab, auf nur noch 558.000 Tonnen 1985.
Grund dafür waren die firmeneigenen Kais, die in diesen Jahren an Bedeutung gewannen, so etwa der Ölhafen mit Tanklager der Westfalen AG in Gelmer und der WCG-Hafen von Agravis. Am Stadthafen hingegen gingen die Umschlagzahlen zurück, das Bild wurde schon bald von „leerstehenden Lagerhallen, ungenutzten Betriebsgeländen und brachliegenden Grundstücken“ geprägt.

### Gegenwart und Zukunft

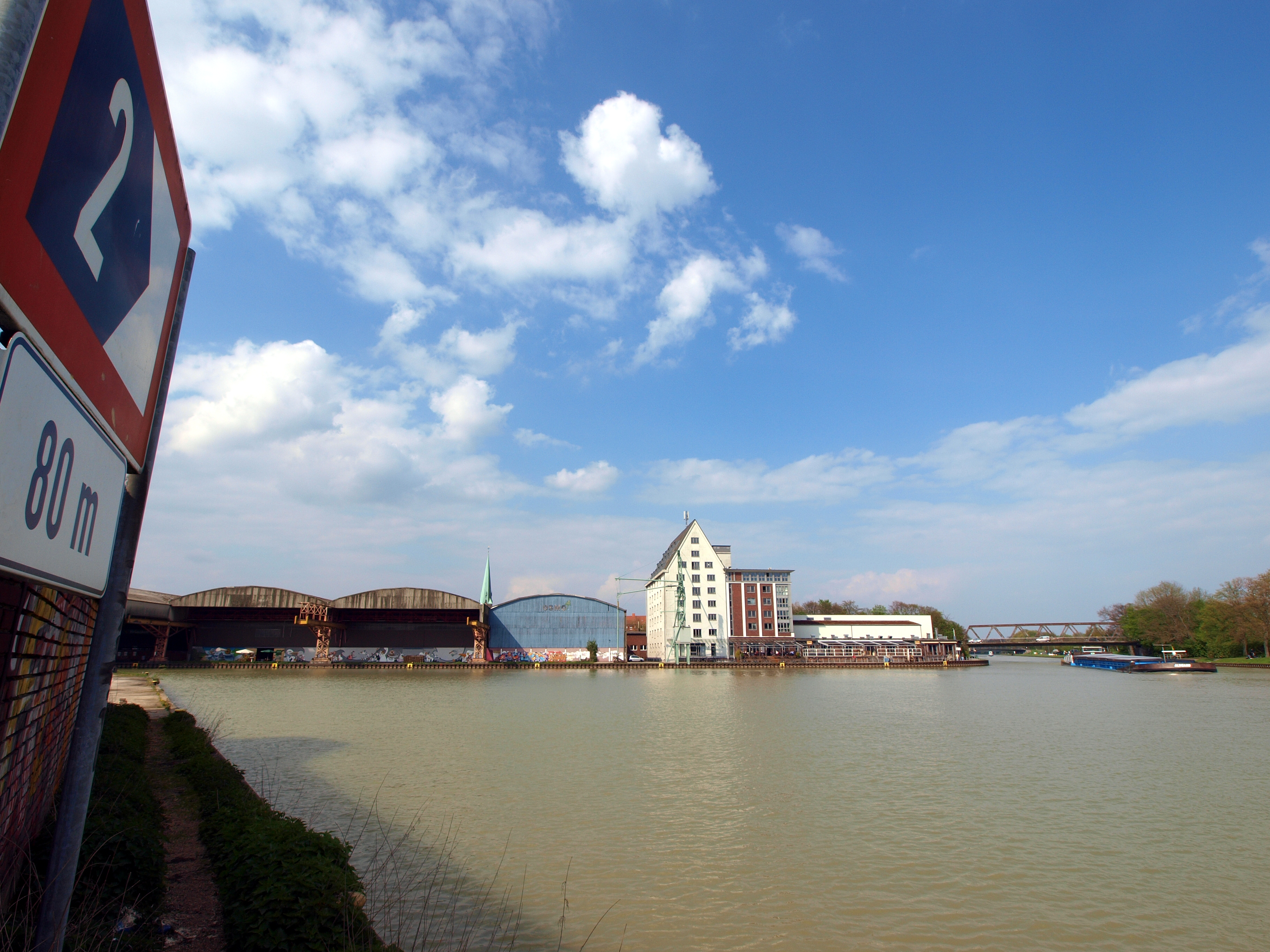
Inzwischen fahren fast alle Schiffe am Eingang des Hafens vorbei

In den 1980er Jahren wurde der Hafen als günstiger Gewerberaum durch alternative Unternehmen, darunter linksgerichtete Verlage und Druckereien entdeckt. In den 1990er Jahren eröffnete die House-Discothek Dockland im Hafen.
Zusätzlich ging die Bedeutung des Hafens als Umschlagplatz auch zugunsten des Gütertransports per LKW zurück. So wurden 1990 noch 483.000 Tonnen umgeschlagen, zwischen 1993 und 2005 pendelte der Wert zwischen 250.000 und 400.000 Tonnen. Mit der Schließung des Kohlekraftwerks im Hafen und der Eröffnung des GuD-Kraftwerks Münster Hafen an gleicher Stelle fielen ab 2006 die Kohleverladung und unter anderem dadurch weitere 50 % des Güterumschlags weg. Es wurden noch rund 118.000 Tonnen Ladung gelöscht, vor allem Baustoffe, Dünger und Eisen. 2007 sank der Umschlag unter 100.000 Tonnen, 2009 lag er bei nur noch 63.000 Tonnen. Hauptimportgut waren weiterhin Baustoffe.
Bis 2015 rechnete das Ministerium für Verkehr, Energie und Landesplanung NRW in seinem Hafenkonzept 2004 mit einem Umschlag von 72.000 Tonnen. Es seien keine unausgeschöpften Potentiale für die Binnenschifffahrt erkennbar, eine Weiterentwicklung des Hafens nicht absehbar. Mittelfristig komme es aufgrund der Überplanung am Stadthafen außerdem zu einem Auslaufen der Hafenfunktionen.
Nach Auskunft des Hafenmeisters Ulrich Arndt, seit 1995 im Dienst, sind Hafen und Kanal lediglich in den strengen Wintern 1997 und 2011 zugefroren. Selbst dies war ungewöhnlich, da das angrenzende GuD-Kraftwerk Kühlwasser aus dem Kanal entnimmt und es um maximal acht Grad Celsius erwärmt ins Hafenbecken einspeist.

## Heutige Situation

### Kreativkai
In den 1990er Jahren wurde das Konzept zur Eröffnung eines öffentlichen Kommunikations- und Medienzentrums im Hafen der Stadt Münster vorgelegt, das zwar abgelehnt wurde, dessen Bezeichnung „Kreativkai“ jedoch die Jahre überdauerte.

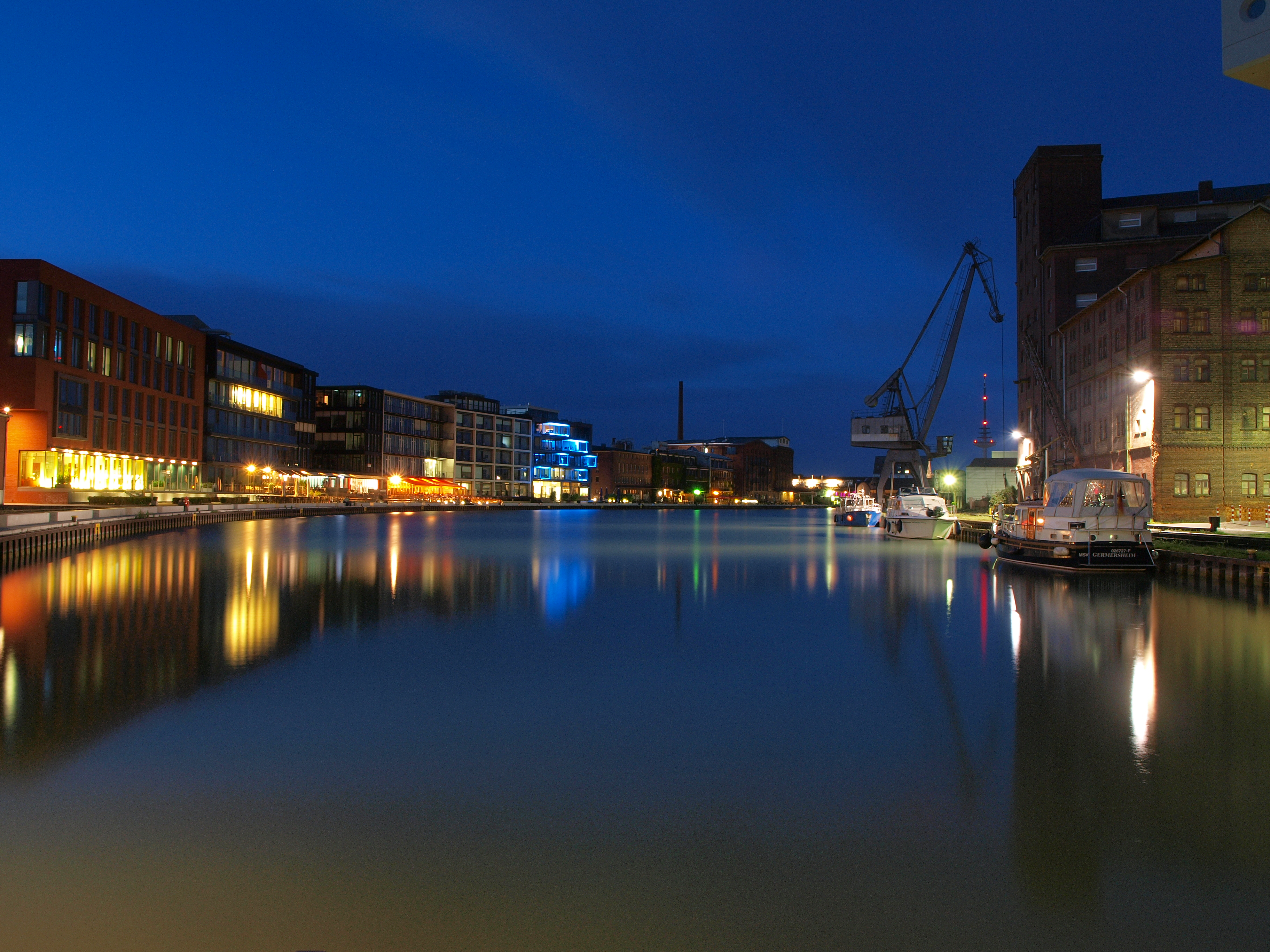
Kreativkai bei Nacht

Kreativkai

Mit der abnehmenden Bedeutung des Hafens begann die Stadt Münster ab 1997 alternative Nutzungskonzepte für die Waterfront zu entwickeln. Mit Auslaufen der Erbbaurechtsverträge für viele der Immobilien wurde das nördliche Ufer des Hafens als Kreativkai angelegt. Ziel war es, dort eine „kleinteilige Mischung von kultureller Nutzung, Gastronomie und hochwertigen Dienstleistungen (Architekten- oder Ingenieurbüros, Verlage), mit vereinzelt verbliebenem Gewerbe“ zu etablieren. Hierfür wurden die hafentypischen Gebäude teils saniert, teils wurde die Hafenzeile durch Neubauten ergänzt. Die im Gründerzeitstil errichtete Villa des Hafenmeisters wurde abgerissen, diverse Ladekräne verschwanden. Das Verkehrsministerium NRW sprach von einer „Entwicklung eines Hafenteils zu einem nicht hafenaffinen Gewerbe- und Freizeitbetrieb mit Gastronomie“.
Am Kreativkai sind unter anderem das Power-Sports (Power-Fitness-center GmbH), der Coppenrath Verlag, der Hot Jazz Club, die Ausstellungshalle zeitgenössische Kunst Münster sowie das Wolfgang-Borchert-Theater ansässig. An der Stirnseite des Hafens ist mit dem Hafenplatz eine Freifläche entstanden, an deren Seiten die Hauptsitze der Stadtwerke Münster im Süden und der PSD Bank Westfalen-Lippe im Norden liegen. Seit Juni 2012 existiert der Hafen als Teil des Münster Modells, das vorübergehend im Rhenusspeicher an der Südseite des Mittelhafens ausgestellt wurde.
Die Konversion wurde von der Stadt vielfach als erfolgreich beschrieben. So schrieb sie 2004 in ihrem Masterplan für die Stadthäfen Münster: „Der Standort ist bei Investoren gefragt. Von den Bürgern werden die Kaianlagen als Erholungs- und Freizeitbereich vielfach frequentiert.“ Am Hafenweg, der hinter der ersten Gebäudereihe am Nordufer liegt, also die erste und zweite Gebäudereihe einschließt, sind 2010 von 244 Objekten nur acht Leerstände zu verzeichnen. Die städtische Wirtschaftsförderung Münster schrieb 2010, der Hafen „mit seinem Kreativkai punktet durch seine inzwischen gefragte und etablierte Lage“. Die Höchstmietpreise für Büroflächen in Neubauten beziehungsweise modernisierten und repräsentativen Altbauflächen betrugen in Wasserlage mit 12,50 €/m² genauso viel wie in Münsters Innenstadt, die Durchschnittsmiete liegt mit 9,50 €/m² nur 1 € unter dem Innenstadt-Preis.

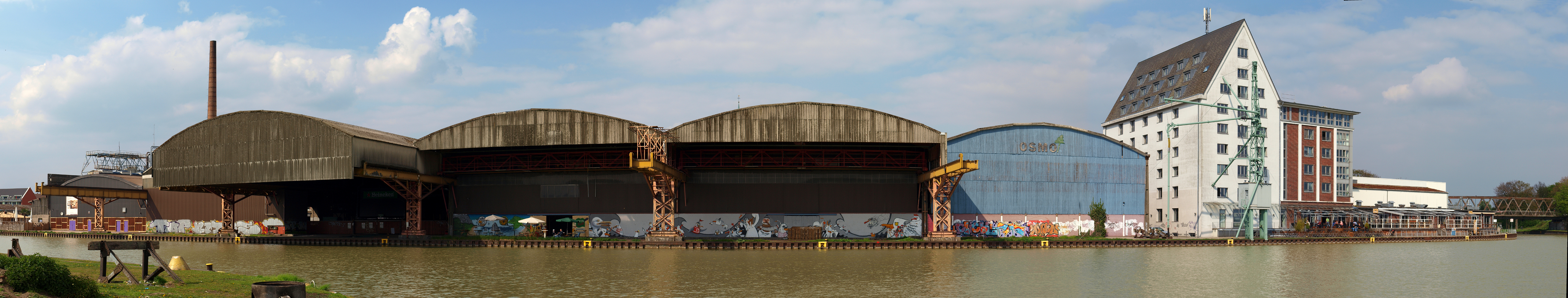
Osmo-Hallen

Noch ungeklärt ist die Zukunft des letzten Drittels des Nordufers im Bereich der Osmo-Hallen. Diese gehörten der Firma Ostermann und Scheiwe, die 2001 Insolvenz angemeldet hatte. Bis 2012 wurden die Hallen für gelegentliche Veranstaltungen genutzt, so etwa als Public-Viewing-Arena bei Fußball-Welt- und -Europameisterschaften. Den nördlichen Teil der Hallen hatte Osmo-Insolvenzverwalter an die Architekten Rainer Kresing und Andreas Deilmann verkauft, zum Wasser hin ist ein Teil des Grundstücks im Besitz der Stadtwerke Münster. Im Januar 2012 wurden die Osmo-Hallen wegen Einsturzgefahr teilweise gesperrt.
Die Hafenentwicklung wird im Rahmen von Bürgerveranstaltungen, die als „Hafenforum“ bezeichnet werden, mit Anliegern sowie anderweitig Interessierten diskutiert. Daraus sollen konsens- und umsetzungsfähige Ergebnisse entstehen.
Einmal jährlich findet seit 2001 entlang des Kreativkais und auf dem Hafenplatz das Hafenfest statt. Dieses dreitägige Fest zieht mehrere Tausend Besucher zum Hafen.

### Südseite

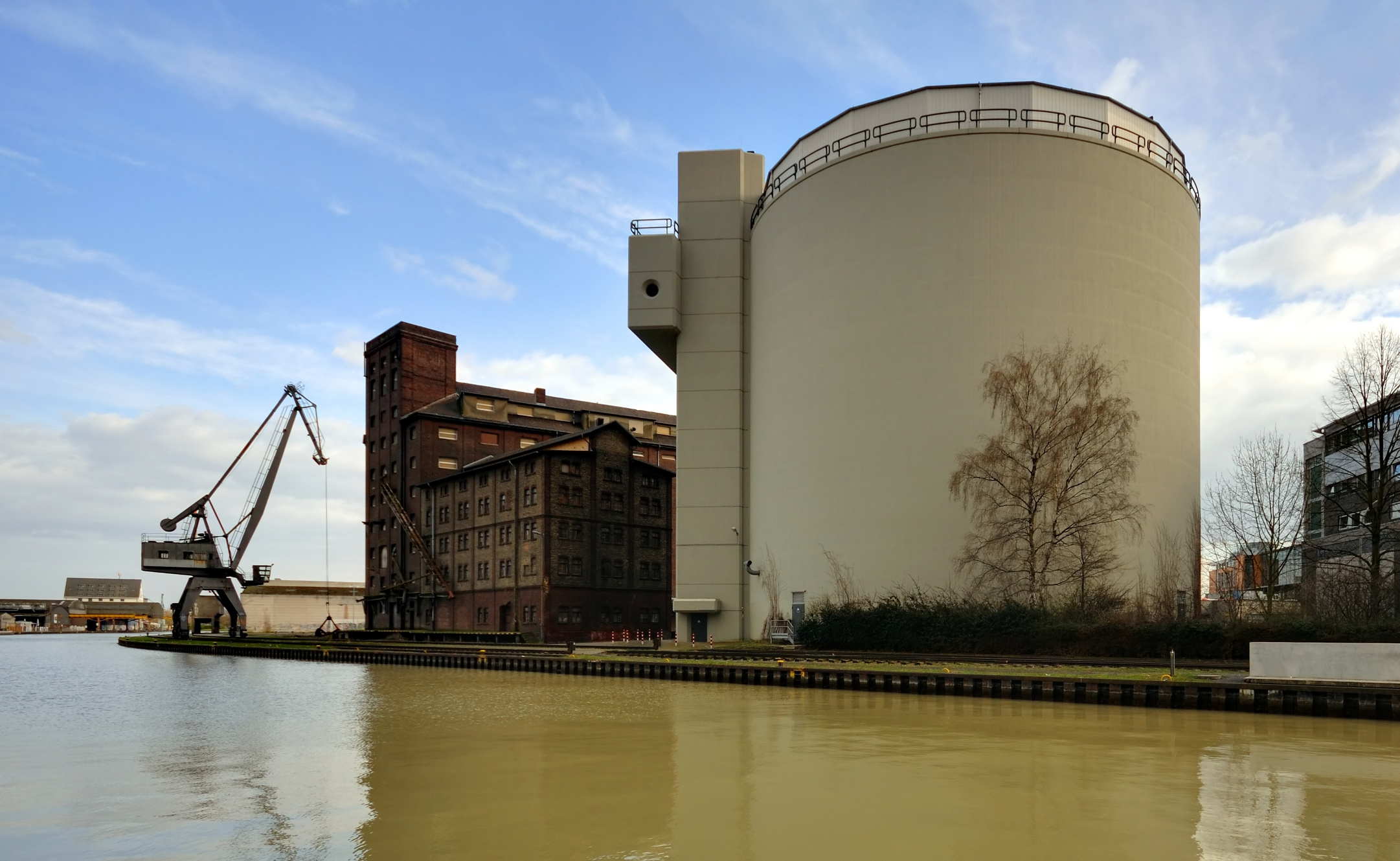
Wärmespeicher rechts, dahinter Flechtheimspeicher mit Hafenkran

Die Südseite des Hafenbeckens ist stadtentwicklungstechnisch bisher nicht erschlossen. An der südlichen Stirnseite liegt der ehemalige Kohlebunker des 2005 abgeschalteten Kohlekraftwerks der Stadtwerke. 2007 wurde er in einen Wärmespeicher für die Fernwärme des neuen GuD-Kraftwerks umgerüstet, so dass dieser bestehen bleiben wird. Daneben steht der Flechtheimspeicher an, ein alter, unter Denkmalschutz stehender Getreidespeicher im Besitz der Stadtwerke. 2012 entschieden die Stadtwerke, diesen sowie den anschließenden Rhenusspeicher für eine Büro-, Archiv- und Kulturnutzung umzubauen. Am Flechtheimspeicher steht auch das Wahrzeichen des Hafens, ein alter Kran aus dem Jahr 1962.
Die Molkerei Söbbeke gab Anfang Februar 2012 bekannt, auf der Freifläche neben dem Flechtheimspeicher eine gläserne Manufaktur als Schau-Käserei errichten zu wollen, für deren Betrieb der Standort in der Nähe des GuD-Kraftwerks ideal sei, von wo die zur Käseproduktion benötigte große Menge warmer Luft bezogen werden könne. Im Juni 2012 wurde bekanntgegeben, dass die Stadtwerke sich entschieden hatten, das Grundstück an den Unternehmer Paul Söbbeke zu verkaufen, woraufhin ein Architekturwettbewerb für die Schau-Käserei gestartet wurde.
Auf diese Freifläche folgt ein Gefahrgutlager der Firma Lehnkering. Das war ein Grund dafür, warum die Südseite bisher nicht weiter erschlossen wurde. Im Umkreis von 500 Meter ist beispielsweise Wohnbebauung nicht genehmigungsfähig – dies betrifft auch das Gelände der Osmo-Hallen auf der Nordseite. Der Pachtvertrag Lehnkerings lief bis 2017. Auch das etwas zurückgelegene GuD-Kraftwerk macht aber Wohnbebauung auf der Südseite selbst auf lange Sicht unwahrscheinlich.
Für mehrere Grundstücke an der Südseite des Hafens lagen den Stadtwerken, denen die meisten Grundstücke der Südseite des Hafens gehören, im Juni 2012 mehrere Anfragen vor. Im April 2014 wurde bekannt, dass auf den freien Flächen zwischen dem Flechtheimspeicher und der Schau-Käserei der Molkerei Söbbeke die Firmenzentralen der Beratungsfirma Cronos und der SuperBioMarkt AG (von West nach Ost) gebaut werden. Beide Gebäude sollen über Tiefgaragen verfügen.

## Statistik: Umschlagentwicklung

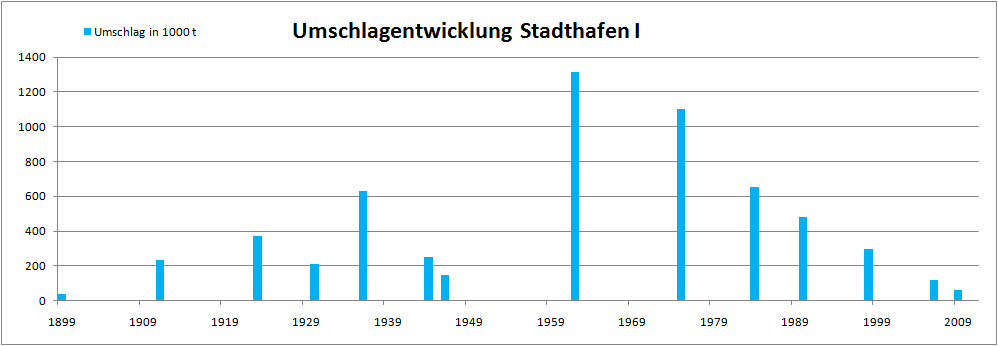
Umschlagentwicklung

Diese Tabelle listet die Umschlagentwicklung im Stadthafen I an exemplarisch gewählten Jahren auf.
| Jahr      | Umschlag in 1000 t | Bemerkung                         |
| --------- | ------------------ | --------------------------------- |
| 1899      | 38                 |                                   |
| 1911      | 235                |                                   |
| 1913      | 220                |                                   |
| 1923      | 374                | Ruhrbesetzung                     |
| 1924      | 125                | Aufhebung der Ruhrbesetzung       |
| um 1930   | 210 – 235          |                                   |
| 1933      | 170                |                                   |
| 1936      | 630                | Nationalsozialistische Aufrüstung |
| 1939      | 575                |                                   |
| 1944      | > 250              | Kriegsjahr                        |
| 1946      | 146                | Jahr des Wiederaufbaus            |
| 1962      | 1.315              | absolutes Maximum                 |
| 1975      | 1.099              |                                   |
| bis 1978  | > 1000             |                                   |
| 1979      | < 1000             |                                   |
| 1984      | 651                |                                   |
| 1985      | 558                |                                   |
| 1990      | 483                |                                   |
| 1993–2005 | 250 – 400          |                                   |
| 1998      | 297                |                                   |
| 2006      | 118                | Wegfall der Kohleverladung        |
| 2007      | < 100              |                                   |
| 2009      | 63                 |                                   |
| 2011      | 66                 |                                   |